# 20e étape du Tour d'Italie 2010
Pour un article plus général, voir Tour d'Italie 2010.
La 20e étape du Tour d'Italie 2010 s'est déroulée le samedi 29 mai 2010  sur 178 kilomètres entre Bormio et le Monte Tonale (it), qui sépare la Lombardie du Trentin-Haut-Adige et se trouve à cheval sur les provinces de Brescia et de Trente. Elle a été remportée par le Suisse Johann Tschopp (BBox Bouygues Telecom), qui s'impose en solitaire tandis que l'Italien Ivan Basso (Liquigas-Doimo) conserve son maillot rose.

## Profil de l'étape
Cette étape est sans doute la plus difficile de ce Giro, avec trois ascensions. La deuxième, longue de 25 kilomètres, mènera au Passo di Gavia, à 2 618 mètres, le plus haut col traversé par la course cette année, tandis que l'arrivée se jugera au sommet du Monte Tonale.

## La course
Une première échappée se forme après une trentaine de kilomètres. Elle est composée de Pieter Weening (Rabobank), José Serpa, Cameron Wurf (Androni Giocattoli), Laurent Didier (Team Saxo Bank), Dan Martin (Garmin-Transitions), Xabier Zandio (Caisse d'Épargne), Andriy Grivko (Astana), Gorazd Štangelj (Liquigas-Doimo), Julien Fouchard (Cofidis), Mauro Facci (Quick Step) et Damien Gaudin (BBox Bouygues Telecom). Un groupe de poursuivants, composé notamment de Marco Pinotti (Team HTC-Columbia), Carlos Sastre (Cervélo TestTeam), Alexandre Vinokourov (Astana), Matthew Lloyd (Omega Pharma-Lotto) et Damiano Cunego (Lampre-Farnese Vini) se forme également, mais les deux groupes sont rattrapés dans les premières ascensions par un peloton mené par les Liquigas-Doimo.
Dans l'ascension du Gavio, Johann Tschopp (BBox Bouygues Telecom) et Gilberto Simoni (Lampre-Farnese Vini) parviennent à s'échapper. Ils franchissent le sommet en tête mais Simoni est lâché par Tschopp dans la descente et est rattrapé par Vinokourov, Vladimir Karpets (Team Katusha) et Daniele Righi (Lampre-Farnese Vini).
Finalement, seul Tschopp parvient à résister au retour du peloton. Dans l'ascension finale, Cadel Evans (BMC Racing) parvient à s'échapper mais ne peut rattraper le coureur suisse, tandis que l'attaque de Michele Scarponi (Androni Giocattoli), que seul Ivan Basso (Liquigas-Doimo) peut suivre, permet à celui-ci d'augmenter son avance au classement général sur David Arroyo (Caisse d'Épargne).

## Sprint intermédiaire
- Sprint intermédiaire de Santa Caterina (kilomètre 136)

| Premier   | Gilberto Simoni | 6 pts |
| Deuxième  | David Moncoutié | 4 pts |
| Troisième | Marco Pinotti   | 2 pts |

## Cols
- 1. Col du Forcola di Livigno, 1re catégorie (kilomètre 73)

| Premier | Matthew Lloyd | 15 pts |
- 2. Col du Passo di Eira, 2e catégorie (kilomètre 93)

| Premier | Matthew Lloyd | 10 pts |
- 3. Col du Passo di Foscagno, 3e catégorie (kilomètre 100)

| Premier  | Stefano Pirazzi | 4 pts |
| Deuxième | Matthew Lloyd   | 3 pts |
- 4. Col du Passo di Gavia, Cima Coppi, hors catégorie (kilomètre 149)

| Premier   | Johann Tschopp  | 40 pts |
| Deuxième  | Gilberto Simoni | 36 pts |
| Troisième | Matthew Lloyd   | 32 pts |

## Classement de l'étape

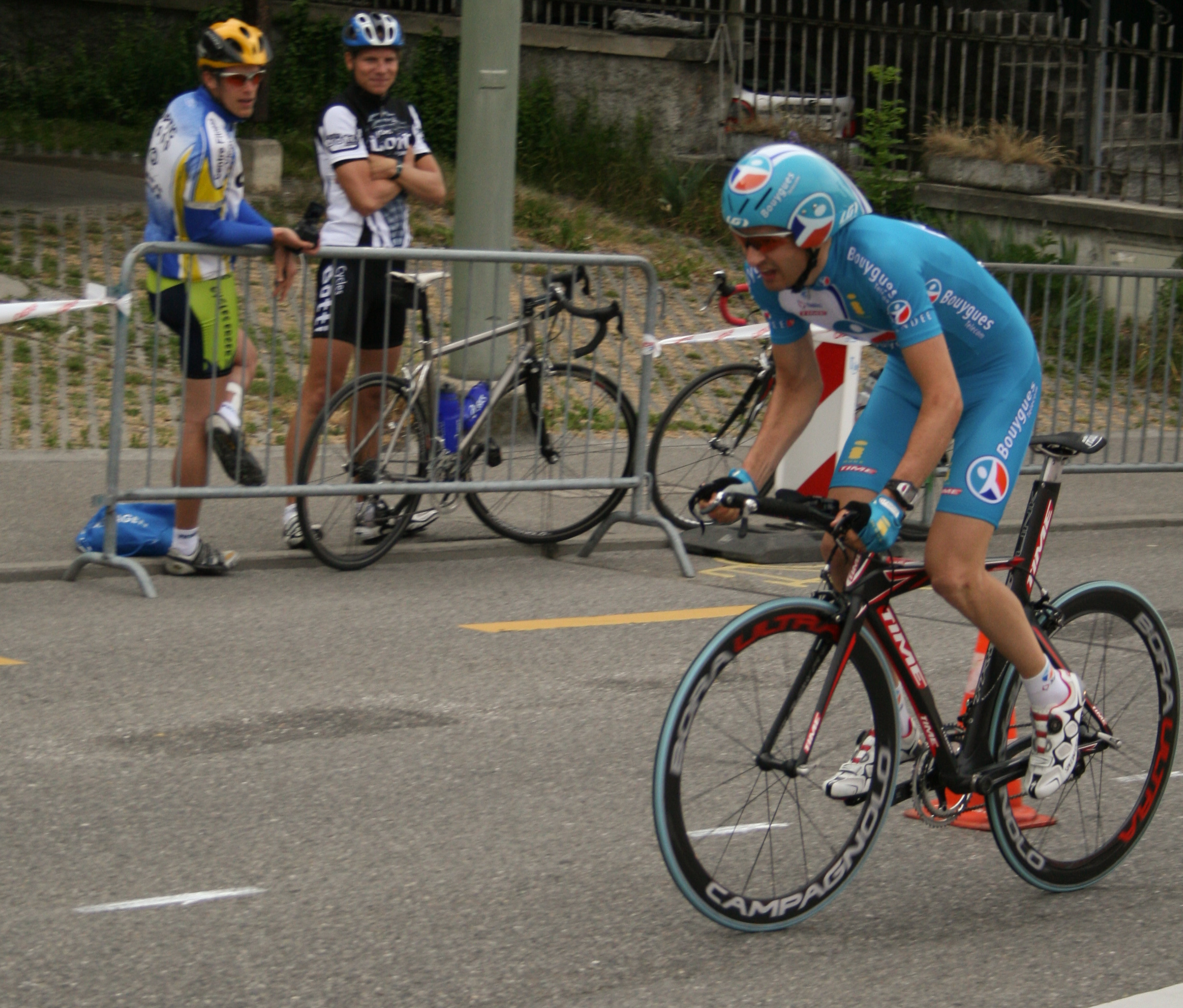
Johann Tschopp remporte la

|    | Coureur          | Pays        | Équipe                |    | Temps           |
| -- | ---------------- | ----------- | --------------------- | -- | --------------- |
| 1  | Johann Tschopp   | Suisse      | BBox Bouygues Telecom | en | 5 h 26 min 47 s |
| 2  | Cadel Evans      | Australie   | BMC Racing            | +  | 16 s            |
| 3  | Ivan Basso       | Italie      | Liquigas-Doimo        |    | 25 s            |
| 4  | Michele Scarponi | Italie      | Androni Giocattoli    |    | 25 s            |
| 5  | David Arroyo     | Espagne     | Caisse d'Épargne      |    | 41 s            |
| 6  | Vincenzo Nibali  | Italie      | Liquigas-Doimo        |    | 43 s            |
| 7  | John Gadret      | France      | AG2R La Mondiale      |    | 48 s            |
| 8  | Bauke Mollema    | Pays-Bas    | Rabobank              |    | 50 s            |
| 9  | Daniele Righi    | Italie      | Lampre Farnese Vini   |    | 57 s            |
| 10 | Vasil Kiryienka  | Biélorussie | Caisse d'Épargne      |    | 1 min 02 s      |

## Classement général
|    | Coureur              | Pays       | Équipe             |    | Temps            |
| -- | -------------------- | ---------- | ------------------ | -- | ---------------- |
| 1  | Ivan Basso           | Italie     | Liquigas-Doimo     | en | 87 h 23 min 00 s |
| 2  | David Arroyo         | Espagne    | Caisse d'Épargne   | +  | 1 min 15 s       |
| 3  | Vincenzo Nibali      | Italie     | Liquigas-Doimo     |    | 2 min 56 s       |
| 4  | Michele Scarponi     | Italie     | Androni Giocattoli |    | 2 min 57 s       |
| 5  | Cadel Evans          | Australie  | BMC Racing         |    | 3 min 47 s       |
| 6  | Richie Porte         | Australie  | Team Saxo Bank     |    | 7 min 25 s       |
| 7  | Alexandre Vinokourov | Kazakhstan | Astana             |    | 7 min 31 s       |
| 8  | Carlos Sastre        | Espagne    | Cervélo TestTeam   |    | 8 min 55 s       |
| 9  | Robert Kišerlovski   | Croatie    | Liquigas-Doimo     |    | 14 min 06 s      |
| 10 | Marco Pinotti        | Italie     | Team HTC-Columbia  |    | 15 min 00 s      |

## Abandons
- William Bonnet[1] (BBox Bouygues Telecom) : abandon
- Mathieu Claude[1] (BBox Bouygues Telecom) : abandon
- Stefano Garzelli[1] (Acqua & Sapone) : abandon
- Gabriel Rasch[1] (Cervélo TestTeam) : abandon
- Xavier Tondo[1] (Cervélo TestTeam) : abandon